# Austronomus
Austronomus és un gènere de ratpenats de la família dels molòssids. Se'n reconeixen dues espècies: el ratpenat cuallarg austral (A. australis), que té una amplíssima distribució a Austràlia, i el ratpenat cuallarg de Nova Guinea (A. kuboriensis).
Tom Iredale i Ellis Troughton en proposaren el nom genèric el 1934, però no tingué una descripció formal associada fins que Troughton n'inclogué una en la seva obra Furred Animals of Australia (1944). L'espècie tipus del gènere és Molossus australis. Les poblacions d'Australàsia també han estat relacionades amb Tadarida, un gènere de ratpenats cuallargs molt estès.